# Bumi Makmur (Nibung)
Bumi Makmur is een bestuurslaag in het regentschap Musi Rawas van de provincie Zuid-Sumatra, Indonesië. Bumi Makmur telt 4129 inwoners (volkstelling 2010).